# Танкодром (фільм)
Танкодром — радянський художній двосерійний телефільм 1981 року, знятий на Кіностудії ім. О. Довженка.

## Сюжет
Про створення в конструкторському бюро Міністерства оборони новітніх приладів нічного бачення. У центрі фільму — образ молодого командира танкової роти капітана Сергія Кольцова, фізика за освітою, що випробує ці системи.

## У ролях
- Микола Сектименко — Сергій Дмитрович Кольцов, командир першої танкової роти
- Олена Івочкіна — Юлія Костянтинівна Кулешова, інженер, дружина Ігоря
- Анатолій Ромашин — Володимир Георгійович Ачкасов, генерал-лейтенант
- Володимир Самойлов — Олександр Петрович Кулешов-старший, генерал, батько Ігоря
- Євген Кіндінов — підполковник Ігор Олександрович Кулешов, конструктор, чоловік Юлії, син генерала
- Олександр Ануров — Юрій Михайлович Бочкарьов, офіцер, співробітник КБ
- В'ячеслав Гостинський — Владислав Андрійович Верховський, викладач (1-а серія)
- Мурад Джанибекян — Тахір, танкіст
- Віталій Дорошенко — майор Сьомін
- Анатолій Матешко — Олег Окунєв, співробітник КБ
- Павло Морозенко — Фомін, співробітник КБ, полковник
- Микола Олійник — Чекан, старший лейтенант-інженер
- Віталій Розстальний — офіцер, співробітник КБ
- Ігор Славинський — епізод
- Ніна Ургант — Маргарита Андріївна, дружина Олександра Петровича Кулешова, мати Ігоря (2-а серія)
- Ігор Черницький — лейтенант Федір Борисов, командир другого взводу
- Микола Бармін — епізод
- Сергій Голованов — епізод
- Володимир Волков — шляховий обхідник (1-а серія)
- Микола Гудзь — секретар (1-а серія)
- Леонід Данчишин — офіцер, співробітник КБ
- Віктор Добровольський — Тимохін, співробітник КБ (2-а серія)
- Михайло Драновський — слухач доповіді Кольцова, бородань в окулярах, співробітник КБ
- Людмила Зверховська — гостя на вечірці в окулярах (1-а серія)
- Таріель Касимов — епізод
- Ніна Кобеляцька — гостя на вечірці (1-а серія)
- Галина Ковганич — секретар в КБ (2-а серія)
- Клавдія Козльонкова — мати Сергія Кольцова (2-а серія)
- Володимир Мишаков — слухач доповіді Кольцова, співробітник конструкторського бюро
- Віктор Поліщук — батько Сергія Кольцова (2-а серія)
- Володимир Титов — епізод
- Віктор Мірошниченко — Заруба

## Знімальна група
- Режисер — Володимир Довгань
- Сценарист — Олександр Бєляєв
- Оператор — Віктор Політов
- Композитор — Ігор Шамо
- Художник — В'ячеслав Капленко